# Cristina Perincioli

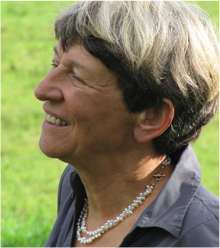
Cristina Perincioli (2011)

Cristina Perincioli (* 11. November 1946 in Bern) ist eine Schweizer Filmregisseurin, Autorin und Multimedia-Produzentin. Sie zog 1968 nach Berlin. Seit 2003 lebt sie in Brandenburg.
Ihre dokumentarischen Spielfilme Für Frauen – 1. Kapitel und Die Macht der Männer ist die Geduld der Frauen haben die Frauenbewegung in den 1970er Jahren vorangebracht. Beide Filme wurden 2022 restauriert und ihre kollaborative Produktionsweise wiederentdeckt.

## Leben
Cristina Perincioli wurde 1946 in Bern als Tochter der Kunsthandweberin Hélène Perincioli geb. Jörns und des Bildhauers Marcel Perincioli geboren. Sie ist Enkelin des Berner Bildhauers Etienne Perincioli. Cristina Perincioli zog 1968 zum Studium an der Deutschen Film- und Fernsehakademie (DFFB) nach Berlin. Hier motivierte die 68er-Bewegung sie zu Dokumentarfilmen wie Nixon in Berlin, Besetzung eines Studentenwohnheims, Kreuzberg gehört uns, Population Explosion sowie zu Spielfilmen.
Perinciolis Kurzfilm zu einem Frauenstreik Für Frauen 1. Kapitel (1971) ist einer der ersten „Frauenfilme“ der Zeit und wurde bei den Internationalen Kurzfilmtagen Oberhausen im selben Jahr mit dem 1. Preis der Filmjournalisten ausgezeichnet. Harun Farocki schrieb: „Zu sehen ist der Spaß, den befreiende Erkenntnis macht.“
Der Film wurde 2014 in einer Kurzfilmanthologie zu fünf Jahrzehnten „Frauenfilm“ wieder veröffentlicht. Eleonor Benítez hebt in der Frankfurter Allgemeinen Zeitung die vernachlässigte zeitgeschichtliche Bedeutung der Kinopionierinnen auch für den Jungen Deutschen Film hervor. Sie sieht Perinciolis Für Frauen 1. Kapitel als paradigmatisch für ein Thema, das alle Filmemacherinnen dieser Ära verbindet:
„Wenn sich aber ein Thema in zahlreichen weiblichen Filmstimmen Gehör verschafft, dann das des Strebens nach Freiheit. In dem witzigen Film von Cristina Perincioli, den sie zusammen mit Verkäuferinnen und Hausfrauen drehte, erheben sich Supermarktangestellte geschlossen gegen männliche Bevormundungs- und Überwachungsstrategien. Bedenkt man, dass Frauen bis 1977 in der BRD nicht ohne Zustimmung des Ehemanns erwerbstätig sein durften, bildet Perinciolis Film von 1971 ein revolutionäres Stück Zeitgeschichte ab.“
1969 war Perincioli aktiv beim Anarcho-Blatt Agit 883, 1972 Mitgründerin der Lesbenbewegung und 1973 des ersten Berliner Frauenzentrums in der Kreuzberger Hornstrasse 2, sowie 1977 des Frauennotrufs (West-)Berlin.
1975 schrieb sie zusammen mit ihrer Lebensgefährtin Cäcilia Rentmeister das Drehbuch für den ersten Spielfilm zu einer lesbischen Beziehung im deutschen Fernsehen Anna und Edith (ZDF). Der Film zeigt, wie sich mitten in einem Arbeitskampf eine Liebesbeziehung zwischen zwei Kolleginnen entwickelt – ähnlich, wie auch in der damaligen Frauenbewegung viele bislang heterosexuell lebende Frauen das „andere Ufer“ erkundeten. Dies beschreibt Perincioli als Zeitzeugin in der rbb-Dokumentationsreihe Berlin – Schicksalsjahre einer Stadt: 1975 und konstatiert auch, wie die Frauenbewegung der 1970er-Jahre als „Schneller Brüter“ wegweisender Ideen und Praxisprojekte unter der „Westberliner Käseglocke“ ein besonders förderliches Klima fand.
1977 gründete Perincioli die Sphinx Filmproduktion GmbH mit Marianne Gassner als Produktionsleiterin. Die Dokufiction Die Macht der Männer ist die Geduld der Frauen (ZDF, 1978) wurde auch international aufgeführt. Aus einem Interview mit Perincioli:
„Als ich 1974 in England die ersten Häuser für misshandelte Frauen sah, begann ich in Berlin Frauen zu Gewalt von Partnern zu befragen und fand ein nie geahntes Ausmaß an Misshandlung. Wir – Frauen aus der Frauenbewegung und engagierte Journalistinnen – fingen nun an, die Öffentlichkeit zu mobilisieren mit Hörfunk- und Fernsehsendungen und dem Buch Gewalt in der Ehe. 1976 entstand in West-Berlin das erste Frauenhaus. 1978 drehten wir diesen Film zusammen mit Frauen aus diesem Frauenhaus. International erfolgreich verstärkte der Film die Frauenhausbewegung in Deutschland, Australien, Kanada, den USA, der Schweiz, Österreich, Schweden und Indien. Der Titel wurde zur Parole.“
Michael Althen beschrieb 2008 in der Frankfurter Allgemeinen Zeitung Funktionen und Wirkungen des Films als eine
„… Dokufiction, in der Bewohnerinnen des ersten Berliner Frauenhauses ihre Erfahrungen mit häuslicher Gewalt nachstellen und kommentieren. Es geht dabei nicht ums Einzelschicksal, sondern um die wiederkehrenden Muster von Gewalt und Reue auf Männerseite, Schuldgefühl und Scham auf Frauenseite, um demütigende Erfahrungen auf Ämtern und den ganzen Teufelskreis sozialer und emotionaler Abhängigkeiten. Der Film ist am stärksten, wenn er das Stillschweigen des sozialen Umfelds und die mangelnde Zivilcourage artikuliert. Den prügelnden Mann spielt übrigens Eberhard Feik, der spätere Assistent von Kommissar Schimanski.“
Die beide Filme Für Frauen – 1.Kapitel und Die Macht der Männer... wurden 2024 restauriert und digitalisiert beim Courtisane Festival in Gent gezeigt. Programmgestalter Kristofer Woods schreibt:
"Das Programm gibt Einblicke in eine fast vergessene Herangehensweise an das Kino, an eine Art, Filme mit dem Ziel der gesellschaftlichen Veränderung zu produzieren. Auf ein politisch engagiertes Filmemachen, das sich nicht nur mit dem Inhalt, sondern auch mit den Bedingungen seiner Produktion auseinandersetzt."
Ab den 1970er-Jahren publizierte Perincioli auch als Hörfunk- und Buchautorin und trug damit – angeregt durch Recherchen in London und Harrisburg/USA – zur öffentlichen Debatte und Bewusstseinsbildung über Häusliche Gewalt sowie zu Risiken der Atomenergie bei.
Ab 1990 entwickelte sie interaktives Story-Telling, darauf basierend ein erstes Adventure mit interaktivem Video (1992), und gestaltete sieben Computer-Lernspiele für den öffentlichen Raum (Laut ist out, Ach die paar Tropfen, Weiblich, männlich – und dazwischen, Kulturtester Rebellion).
Cristina Perincioli lehrte Regie am Kenya Institute of Mass Communication (KIMC) in Nairobi und der Hochschule der Künste Berlin, Computeranimation an der Deutschen Film- und Fernsehakademie, der Filmhochschule Babelsberg und der Merz Akademie Stuttgart, und Multimediadesign an den Schulen für Gestaltung in Bern und Basel bis 1997.
Ab Ende der 1990er-Jahre widmete sie sich Themen wie sexuelle und häusliche Gewalt und schuf – unter Anwendung nutzerfreundlicher Methoden wie „Entdeckendes, selbstgesteuertes Lernen“ – preisgekrönte Webplattformen für die Fortbildung, Opferhilfe und Prävention, gefördert durch die Deutsche Bundesstiftung Umwelt, die Stiftung Deutsche Jugendmarke, das Daphne-Programm der Europäischen Kommission und das Bundesministerium für Familie, Senioren, Frauen und Jugend BMFSFJ.
2015 erschien Cristina Perinciolis Buch Berlin wird feministisch. Das Beste, was von der 68er Bewegung blieb. Am Beispiel Berlins erzählt sie die furiosen Jahre der Neuen Frauen- und Lesbenbewegung 1968–1974 aus eigenem Erleben und lässt 28 Akteurinnen zu Wort kommen. Den Beginn der Neuen Frauenbewegung beschreibt sie dabei als Beispiel, wie eine Modernisierung der Gesellschaft „von unten“ initiiert wurde und nennt Autonomie und Basisdemokratie als Voraussetzungen. In einer einstündigen Reportage von Vera Block im rbb-Rundfunk 2015 schildert Perincioli auch die kaum bekannte Tatsache, inwiefern auch Anarchismus eine Vorbedingung zu einer autonomen Frauenbewegung war. Die Autorin Sonya Winterberg betonte, dass die neue deutsche Frauenbewegung „viele Mütter“ hat:
„Perincioli…[gibt] ausführlich und höchst unterhaltsam Einblicke in die frühe Lesben- und Frauenbewegung […] Undogmatisch, basisdemokratisch, autonom und höchst kreativ entstanden so lebendige Projekte, Frauenzentren und Lesbengruppen, die zum Teil bis heute Bestand haben. Wenn Perincioli vom 'Besten, was von der 68er Bewegung blieb' schreibt, ist dies keine Übertreibung […] Wer immer noch glaubt, dass Alice Schwarzer die Mutter der neuen Frauen- und Lesbenbewegung war, tut gut daran, hier einen Blick hinter die Kulissen zu werfen.“
Den neuen „Blick hinter die Kulissen“ beschrieb auch Claire Horst:
„Was für eine Biografie! Cristina Perincioli kann die Entstehungsgeschichte der zweiten deutschen Frauenbewegung aus erster Hand erzählen, denn sie war von Anfang an dabei […] Grabenkämpfe und Konflikte innerhalb der Bewegung werden also nicht ausgespart… [Was die Biografie auch] mit Gewinn lesen lässt, ist die selbstkritische und oft humorvolle Haltung, die die Autorin heute einnimmt, ohne sich aber von den ehemaligen Zielen zu distanzieren.“ Horst hebt auch den Berlin-Bezug hervor: „Das Buch kann auch als Kulturgeschichte des alternativen Berlins der 60er und 70er Jahre gelesen werden.“
Als Zeitzeugin wirft Perincioli einige Schlaglichter auf das Jahr 1975 – darunter auf die deutschen Frauenbewegungs-Proteste gegen das Internationale Jahr der Frau – in der Fernseh-Dokumentationsreihe des rbb „Berlin - Schicksalsjahre einer Stadt: 1975“.

## Auszeichnungen
1972 erhielt Cristina Perincioli für ihren Abschlussfilm Für Frauen 1. Kapitel an der Deutschen Film- und Fernsehakademie Berlin bei den Kurzfilmtagen Oberhausen den 1. Preis der Jury der Arbeitsgemeinschaft der Filmjournalisten.
1999 und 2000 erlangte sie Bestbewertungen für die CD-ROM Save Selma (Präventionssoftware für Kinder/Adventure zu sexuellem Missbrauch) in Feibels Kindersoftwareratgeber.
Für ihre Webplattform www.4uman.info zur Gewaltprävention in Partnerschaften erhielt Perincioli auf dem 6. Berliner Präventionstag 2005 den Preis der Securitas für den „innovativen Charakter der Website in der Gewaltprävention“.
Ihre Website www.spass-oder-gewalt.de zur Prävention sexualisierter Gewalt unter Jugendlichen erhielt 2007 den Thüringer Frauenmedienpreis.
2024 wurde Perincioli für den Deutschen Waldpreis in der Sparte Waldbesitzer des Jahres von der Fachjury als eine von drei Finalisten nominiert.
Gewürdigt wurde ihre Website www.klimaplastisch.de, in der sie den Umbau ihres Waldes in Brandenburg dokumentiert, als Anregung und Ermutigung für andere Waldbesitzer.

## Filmografie
- 1966: Striking my Eyes, Bern/Schweiz
- 1968: Nixonbesuch und Hochschulkampf (Wochenschaugruppe)
- 1969: Besetzung und Selbstverwaltung eines Studentenwohnheims (mit Gisela Tuchtenhagen)
- 1971: Für Frauen 1. Kapitel
- 1971: Dokufiction
- 1972: Kreuzberg gehört uns (Kamera)
- 1972: Frauen hinter der Kamera (Co-Autorin)
- 1975: Anna und Edith (Buch, zusammen mit Cäcilia Rentmeister), Spielfilm
- 1978: Die Macht der Männer ist die Geduld der Frauen (Buch, Regie, Produktion) Spielfilm/Dokufiction  Restauriert und digitalisiert 2024
- 1985: Population Explosion, KIMC Nairobi/Kenya
- 1986: Mit den Waffen einer Frau
- 2019: Dokufiction und Für Frauen 1. Kapitel. Restauriert und digitalisiert im Programm: Selbstbestimmt – Perspektiven von Filmemacherinnen (Berlinale 2019)

## Werke
Printmedien (Auswahl)
- Interviews zu „Gewalt in der Ehe: Mißhandlung“ (Deutschland) sowie Bericht und Interviews zum „Leben im Frauenhaus in England“, in: Sarah Haffner (Hgin.): Gewalt in der Ehe – und was Frauen dagegen tun, Wagenbach, Berlin 1976
- Die Frauen von Harrisburg, oder: „Wir lassen uns die Angst nicht ausreden“, Rowohlt aktuell, Reinbek 1980, Neuauflagen 1986, 1991. Gesamtauflage 20.000.
- Auge und Ohr – Computer und Kreativität. Ein Kompendium für Computergrafik, -Animation, -Musik und Video, Co-Autorin Cillie Cäcilia Rentmeister, DuMont, Köln 1990
- Anarchismus – Lesbianismus – Frauenzentrum. Warum mußte die Tomate so weit fliegen?, in: Heinrich-Böll-Stiftung und Feministisches Institut (Hgin): Wie weit flog die Tomate?, Boell, Berlin 1999
- Berlin wird feministisch. Das Beste, was von der 68er Bewegung blieb, Querverlag, Berlin 2015
- Frauen- und Lesbenbewegung in Westberlin in Rebellisches Berlin, Gruppe Panther & Co, Assozition A, Berlin, 2021

Websites
- www.feministberlin1968ff.de – Anarchismus – Lesbianismus – Feminismus. Englische Version von Cristina Perinciolis Buch Berlin wird feministisch. Das Beste, was von der 68er Bewegung blieb, Berlin 2015
- www.feministberlin.de – Wie das Frauenzentrum 1973 in Berlin entstand und die daraus folgenden 17 Projekte
- www.save-selma.de – Ausstiegsstrategien bei sexuellem Missbrauch. Interaktives Video für junge Menschen
- www.gewaltschutz.info – Informationen für Opfer häuslicher Gewalt in Englisch, Deutsch, Türkisch, Polnisch, Spanisch, Serbisch, Französisch, Russisch.
- www.ava2.de – Anti-Gewalt-Bewusstsein – Informationen, Hilfsmittel und Videos für neue Interventionsmethoden bei häuslicher Gewalt, wirksamere Hilfs- und Täterprogramme, für Polizei, Gesundheits- und Sozialdienste, Stadtverwaltungen und Frauenbeauftragte (offline)
- www.4uman.info – Gewalt in Beziehungen: Bewusstseinsbildung und Informationen für Täter. Auf Englisch und Deutsch
- www.spass-oder-gewalt.de – Lernplattform für Schulklassen und Jugendgruppen zur Prävention von sexueller Gewalt unter jungen Menschen
- www.perincioli.ch – Bildhauer Perincioli. 100 Jahre Leben und Werk in Bern - Werke, Biografien, Aufzeichnungen und Rezeption von Etienne und Marcel Perincioli
- www.weiss-die-geiss.de – Zur Haltung von Milchziegen – Erfahrungen aus drei Nationen
- www.klimaplastisch.de – Perincioli berichtet vom Umbau ihrer Kiefernwälder in klimaplastische Mischwälder in den Dürrejahren 2018–22

## Audiovisuelle Medien
- Documentar Film über C. Perincioli and U. Sillge, von Anke Schwarz, Sandra (Luka) Stoll und Roman Klarfeld, Das Burlebübele mag I net, Berlin 2008
- Interview mit Cristina Perincioli in Dare the im_possible, Heinrich Boell-Stiftung, Berlin, 2016
- Podiumsdiskussion, Berlin bleibt feministisch – ein Generationendialog, Dare the im_possible, Berlin, 2016